# Bureau des Longitudes
Bureau des Longitudes és una institució francesa que es va crear el 25 de juny de 1795, i dedicada a millorar la navegació aquàtica, la geodèsia i l'observació astronòmica. Durant el segle xix, va ser responsable des sincronitzar els rellotges a tot el món. Va ser encapçalada durant aquest temps per Francesc Joan Domènec Aragó i Henri Poincaré. L'Oficina funciona ara com una acadèmia i encara es reuneix mensualment per discutir temes relacionats amb l'astronomia.

## Història
L'Oficina va ser fundada per la Convenció Nacional, després d'haver escoltat un informe elaborat conjuntament per la Comissió de Marina, el Comitè de Finances i el Comitè d'educació de l'estat. Henri Grégoire proposava que les millores en la navegació sentaria les bases per a una reactivació de la força naval francesa. Com a resultat, l'Oficina es va establir amb autoritat sobre l'Observatori de París i tots els altres establiments astronòmics de França. La Mesa va ser acusada de prendre el control dels mars de distància d'Anglaterra i millorar la precisió en seguir les longituds dels vaixells a través d'observacions astronòmiques i rellotges fiables. Van començar a publicar l'almanac Connaissance des Temps, de temàtica nàutica. El 1976 van començar a publicar el seu propi anuari i posteriorment algunes publicacions amb efemèrides. Des de 1977 publiquen l'Encyclopédie Scientifique de l'Univers.
Els deu membres originals del seu consell de fundadors van ser:
- Geometria:
  - Joseph-Louis Lagrange;
  - Pierre-Simon Laplace;
- Astronomia:
  - Joseph Jérôme Lefrançais de Lalande;
  - Pierre Méchain;
  - Jean Baptiste Joseph Delambre;
  - Dominique, comte de Cassini;
- Jean-Charles de Borda;
- Jean-Nicolas Buache, geografia;
- Louis Antoine de Bougainville, navegació; i
- Noël Simon Caroché, (telescopis).

Pel decret del 30 de gener de 1854, la missió de l'Oficina es va ampliar per abastar la geodèsia, la normalització del temps i les mesures astronòmiques. Aquest decret va atorgar independència a l'Observatori de París, separant-lo de la Mesa, i va centrar els esforços de la Mesa en el temps i l'astronomia. La Mesa va tenir èxit en establir una hora universal a París a través de polsos d'aire enviat a través de tubs pneumàtics. Més tard va treballar per sincronitzar l'hora a través de l'Imperi colonial francès mitjançant la determinació de la longitud de temps per un senyal per fer un viatge d'anada i tornada a una colònia francesa.
L'any 1897 es va crear una comissió per ampliar el sistema mètric decimal per a la mesura de temps. La intenció era dissoldre la divisió del dia en hores, minuts, i segons, considerada antiquada, i substituir-la per una divisió en dècimes, mil·lèsimes, i cent mil·lèsimes de dia. Aquest va ser un renaixement d'un somni que estava en les ments dels creadors del sistema mètric en el moment de la Revolució Francesa cent anys abans.
Alguns membres de la Mesa de la comissió van presentar una mantenint l'hora com la unitat bàsica de temps i dividint-la en centèsimes i mil·lèsimes d'hora. Poincaré es va exercir com a secretari de la comissió i va prendre el seu treball molt seriosament, escrivint diversos dels seus informes. Era un fervent creient del sistema mètric universal. No obstant això, va perdre la batalla. La resta del món fora de França no va donar suport a les propostes de la comissió, i el govern francès no estava disposat a fer-ho sol. Després de tres anys de dur treball, la comissió es va dissoldre el 1900.
Des de 1970, la junta s'ha constituït amb 13 membres, tres nomenats per l'Acadèmia Francesa de les Ciències. Des de 1998, el treball pràctic s'ha dut a terme per l'Institut de Mecànica céleste et de càlcul des efemèrides.